# Fiskeørn
Fiskeørn (latin: Pandion haliaetus) er en middelstor rovfugl med et vingefang på 145-176 cm. Den er udbredt på alle kontinenter, men især på den nordlige halvkugle. Fiskeørnen i Australien regnes dog af nogle for en særskilt art. Slægtsnavnet "Pandion" er oprindeligt navnet på en mytisk græsk konge af Attika, mens "haliaetus" betyder "havørn" på græsk.
I Danmark ses fiskeørnen som en fåtallig trækgæst fra Skandinavien forår og efterår, mens den er en meget sjælden ynglefugl. I 2018 var der fem par. Den er regnet som kritisk truet på den danske rødliste 2019.

## Udseende
Fiskeørnen er en 55-60 cm stor rovfugl med et vingefang på 145-176 cm. Hovedet er lille, men tydeligt fremstrakt, halsen kort og vingerne smalle og aflange. Dens næb er kraftigt. I glideflugt er vingerne vinklede og knoerne fremtrukne som hos en måge, hvorfor den også kan forveksles med denne i luften.

## Forekomst
Arten er udbredt på alle kontinenter, men de australske fugle betragtes af nogle, siden først i 2000-tallet, som en selvstændig art, Pandion cristatus. De største bestande af fiskeørn findes dels i Nordamerika og dels i Eurasien, især i Sverige, Finland og Rusland. I Sverige yngler mange fiskeørne, f.eks. ved de store søer Mälaren og Vänern. De europæiske fugle overvintrer i Afrika syd for Sahara, mens de nordamerikanske især overvintrer i Sydamerika.
I mange europæiske lande var arten almindelig så sent som i 1800-tallet, men blev fra anden halvdel af 1800-tallet til midten af 1900-tallet udryddet flere steder på grund af menneskelig forfølgelse. I Skotland, hvorfra den blev udryddet i 1910, findes siden 1954 igen en mindre bestand, der i 2013 var på cirka 200 par.
I Danmark blev arten udryddet i 1916, men har siden 1970'erne igen forsøgt at etablere sig. Den ynglede f.eks. i 2011 med tre par især nær nogle af de større søer på Sjælland og i Jylland.

## Ynglebiologi
Fiskeørnen yngler første gang i en alder af 3-5 år. Reden bygges i toppen af et større træ, ofte et fyrretræ. I slutningen af april, begyndelsen af maj lægges 2-3 æg, der udruges af hunnen i løbet af 37 dage. Ungerne befinder sig i reden 7-8 uger og er yderligere afhængige af forældrene 4-8 uger.

## Føde
Fiskeørnen lever hovedsageligt af fisk, men kan undtagelsesvist, f.eks. i kolde perioder hvor vandet er frosset til, tage fugle, smågnavere og krybdyr. Rovfuglen benytter en gang imellem en jagtteknik, hvor den holder øje med om øvrige fugle har fanget fisk, hvorefter den jager disse fugle, indtil de giver deres fangst fra sig.